# Wujiaochang
Wujiaochang (chiń. 五角场站) – stacja początkowa metra w Szanghaju, na linii 10. Zlokalizowana jest pomiędzy stacjami Jiangwan Tiyuchang i Guoquan Lu. Została otwarta 10 kwietnia 2010.